# Sarandi (Rio Grande do Sul)
Sarandi – miasto w południowej Brazylii, w stanie Rio Grande do Sul. Przybliżona liczba mieszkańców wynosi 19 762 (2006) przy zajmowanej powierzchni 353,36 km².

## Historia
Początki miasta sięgają roku 1917, kiedy to na tereny dzisiejszego miasta, przybyli pierwsi włoscy i niemieccy emigranci. Sarandi uzyskało prawa miejskie 27 czerwca 1939 roku.

## Turystyka
Główne atrakcje turystyczne:
- Cascata do Ati-Açú (wodospad)
- Pesque e Pague
- Cascata Municipal (wodospad)
- Museu Municipal (muzeum miejskie)
- Artes Plásticas
- Monumento Farroupilha (pomnik)
- Biblioteca
- Prefeitura (urząd miejski)
- Igreja (kościół)